# Stomatothrips crawfordi
Stomatothrips crawfordi är en insektsart som beskrevs av Stannard 1968. Stomatothrips crawfordi ingår i släktet Stomatothrips och familjen rovtripsar. Inga underarter finns listade i Catalogue of Life.